# Hélène van Zuylen
Barones Hélène van Zuylen van Nijevelt van de Haar of Hélène de Zuylen de Nyevelt de Haar, geboren de Rothschild (Parijs, 21 augustus 1863 — Lissabon, 17 oktober 1947), was een Frans schrijfster. Zij was een van de eerste drie Franse vrouwen die in bezit van een rijbewijs waren en was de eerste vrouwelijke deelneemster aan een autorace.

## Leven
Hélène Betty Louise Caroline de Rothschild was de dochter van Salomon James de Rothschild, uit de Franse tak van de bankiersfamilie De Rothschild en van Adèle von Rothschild, de dochter van Salomons Duitse neef Mayer Carl von Rothschild. Zij groeide op in Hôtel Salomon de Rothschild, in het 8e arrondissement in Parijs. Haar vader overleed een jaar na haar geboorte op jonge leeftijd aan een hartaanval.
Op 16 augustus 1887 trouwde Hélène de Rothschild in Parijs met de Belgische baron Étienne van Zuylen van Nyevelt van de Haar. Het huwelijk met een rooms-katholieke man was voor haar joodse moeder een reden om haar te onterven. Het grote Hôtel Salomon de Rothschild liet zij liever na aan de Administratie voor Schone Kunsten, dat onder de Franse staat viel. Na haar huwelijk gaf Hélène van Zuylen samen met haar man opdracht tot een grote restauratie van kasteel de Haar, dat hij als ruïne had geërfd. Het echtpaar kreeg twee zoons: Hélin (1888–1912) en Egmont (1890–1960). Laatstgenoemde werd diplomaat en zakenman. Hij was de vader van Marie-Hélène van Zuylen van Nyevelt van de Haar. Het gezin leefde in luxe en omringde zich met vele beroemdheden en andere invloedrijke personen, die met regelmaat werden uitgenodigd in kasteel de Haar.
Hélène de Rothschild was een lesbienne, die tijdens haar huwelijk verschillende relaties met vrouwen onderhield. In 1902 ontmoette zij de veertien jaar jongere Renée Vivien, met wie zij een relatie kreeg. Samen reisden zij en schreven zij poëzie en proza. Het is bij veel van hun werk niet duidelijk wie van de twee de auteur was. Het werk werd gepubliceerd onder de naam Paule Riversdale. Veel van het werk van Renée Vivien werd opgedragen aan "H.L.C.B.", de eerste letters van de voornamen van haar minnares. De relatie hield stand tot de barones in 1907 Renée verliet voor een andere vrouw. Renée Vivien overleed twee jaar later.
Op 8 mei 1934 overleed baron Étienne van Zuylen.
Op 17 oktober 1947 overleed Hélène van Zuylen van Nijevelt van de Haar op 84-jarige leeftijd in Lissabon.
Een uitgebreidere biografische beschrijving van Hélène de Rothschild is te vinden in het Digitaal Vrouwenlexicon van Nederland.

## Literair werk
Hélène van Zuylen was schrijfster en tussen 1902 en 1914 schreef zij gedichten, korte verhalen, romans en drie toneelstukken. Veel werk schreef zij in samenwerking met Renée Vivien:
Werk gepubliceerd onder de naam Paule Riversdale (Renée Vivien & Hélène van Zuylen van Nyevelt samen):
- 1903 – Échos et Reflets – Poëzie.
- 1903 – Vers L'Amour – Poëzie.
- 1904 – L'Etre Double – een roman over androgynie.
- 1904 – Netsuké – een roman met een Japans thema.

Werk gepubliceerd onder de naam Hélène de Zuylen de Nyevelt (ten minste ten dele toegeschreven aan Renée Vivien):
- 1904 – Effeuillements – Poëzie.
- 1905 – Copeaux – Een grote bundel met poëzie, proza, verhalen en toneelstukken.
- 1905 – L'Impossible Sincérité - Toneelstuk.
- 1905 – Comédie dans un Jardin – Toneelstuk van een akte uitgevoerd in het 'Théâtre de l'Automobile Club de France', 11 december 1905.
- 1907 – Le Chemin du Souvenir – Toneelstuk.
- 1910 – L'Inoublée – Een serie korte verhalen ter nagedachtenis aan Renée Vivien. 'Night's Dream', 'The Image inviolate', 'Public Gardens', 'The Two Irises', 'Someone came', 'The Adventurous', 'The Eternal Siren', 'The Garden of Mr Dubois', 'Confidences of flowers', 'Death in the mirror', 'I will give my eyes to the woman I love'.

Werk gepubliceerd onder de naam Hélène de Zuylen de Nyevelt (geheel toegeschreven aan haar):
- 1906 – La Mascarade Interrompue – Toneelstuk.
- 1908 – Béryl – Toneelstuk in 4 aktes, een vervolg op 'L'Impossible Sincérité'.
- 1912 – La Dernière étreinte – Toneelstuk.
- 1914 – L'Enjoleuse – Roman.

## Autosport
Het echtpaar was liefhebber van de autosport, die toen nog in de kinderschoenen stond. De baron richtte in 1895 de Automobile Club de France op, de oudste autoclub ter wereld. In 1898 nam de barones deel aan een door deze club georganiseerde race 1898 Paris–Amsterdam–Paris, die zij geheel uitreed. Zij was daarmee de eerste vrouwelijke deelnemer aan een autorace. Zij had haar rijbewijs in 1897 behaald, en samen met Camille du Gast en Anne de Rochechouart de Mortemart behoorde zij tot het trio van de eerste vrouwelijke automobilisten in Frankrijk.
- Bibliothèque nationale de France: cb121203554 (data)
- Biografisch Portaal: 89157685
- International Standard Name Identifier: 0000 0000 5434 9751
- Library of Congress Control Number: nr2001018537
- Nationale Bibliotheek van Israël: 987007288409505171
- Nederlandse Thesaurus van Auteursnamen: 074106198
- Système universitaire de documentation: 029614988
- Virtual International Authority File: 43378
- WorldCat: E39PBJg4pJCgyRtgV9JRYK9v73